# Елмсфорд (Нью-Йорк)
Елмсфорд (англ. Elmsford) — селище (англ. village) в США, в окрузі Вестчестер штату Нью-Йорк. Населення — 5239 осіб (2020).

## Географія
Елмсфорд розташований за координатами 41°3′15″ пн. ш. 73°48′52″ зх. д. / 41.05417° пн. ш. 73.81444° зх. д. (41.054134, -73.814335).  За даними Бюро перепису населення США в 2010 році селище мало площу 2,66 км², уся площа — суходіл.

## Демографія
Згідно з переписом 2010 року, у селищі мешкали 4664 особи в 1618 домогосподарствах у складі 1101 родини. Густота населення становила 1754 особи/км².  Було 1735 помешкань (652/км²).
Расовий склад населення:
| - 46,4 % — білих - 20,5 % — чорних або афроамериканців - 10,5 % — азіатів - 0,6 % — корінних американців - 18,0 % — осіб інших рас |

До двох чи більше рас належало 4,1 %. Частка іспаномовних становила 38,0 % від усіх жителів.
За віковим діапазоном населення розподілялося таким чином: 22,1 % — особи молодші 18 років, 67,0 % — особи у віці 18—64 років, 10,9 % — особи у віці 65 років та старші. Медіана віку мешканця становила 35,1 року. На 100 осіб жіночої статі у селищі припадало 103,8 чоловіків;  на 100 жінок у віці від 18 років та старших — 104,8 чоловіків також старших 18 років.
Середній дохід на одне домашнє господарство  становив 101 002 долари США (медіана — 83 995), а середній дохід на одну сім'ю — 113 294 долари (медіана — 93 333). Медіана доходів становила 40 979 доларів для чоловіків та 54 821 долар для жінок. За межею бідності перебувало 14,0 % осіб, у тому числі 23,2 % дітей у віці до 18 років та 13,8 % осіб у віці 65 років та старших.
Цивільне працевлаштоване населення становило 2700 осіб. Основні галузі зайнятості: освіта, охорона здоров'я та соціальна допомога — 20,3 %, науковці, спеціалісти, менеджери — 19,6 %, мистецтво, розваги та відпочинок — 16,4 %.